# ＃ハンド全力
『#ハンド全力』（ハッシュタグハンドぜんりょく）は、2020年7月31日公開の日本映画。監督は松居大悟。
震災後無気力となっていた熊本の高校生が、SNSに投稿した過去にハンドボールしていた時の写真が「#ハンド全力」のハッシュタグとともに反響を呼んだことで、廃部目前のハンドボール部復活に向け奔走する姿を描く。主演は本作が7年ぶりの映画主演となる加藤清史郎。

## 製作
2019年11月30日から12月15日に熊本県で開催された「2019年世界女子ハンドボール選手権」の公式タイアップ映画として、ハンドボールというスポーツの楽しさ、面白さを伝えることを目的に制作された。
選手権開催地の熊本地震後の熊本県を舞台にしており、全編熊本県で撮影が行われた。

## 封切り
当初は2020年5月15日に熊本県での先行公開、同月22日に全国公開が予定されていたが、新型コロナウイルスの感染拡大に伴い延期となった。
その後、同年7月24日に熊本市のTOHOシネマズ熊本サクラマチと、菊陽町のTOHOシネマズ光の森で先行公開されたのち、同月31日より全国公開となった。

## あらすじ
熊本の仮設住宅で暮らす高校生・清田マサオは、かつてはハンドボールに熱中していたが、震災と親友のタイチの転校を機にハンドボールをやめ、幼馴染の岡本と共に無気力な日々を過ごしていたが、ある日何気なくSNSに投稿したハンドボールの写真をきっかけに、廃部寸前の男子ハンドボール部の再建に奮闘することとなる。

## 登場人物
清田マサオ
演 - 加藤清史郎
主人公。
岡本
演 - 醍醐虎汰朗
マサオの幼馴染。
黒澤
演 - 蒔田彩珠
女子ハンドボール部員、マサオの幼馴染。
七尾
演 - 芋生悠
女子ハンドボール部のエース。
島田
演 - 佐藤緋美
男子ハンドボール部部長。
蔵久
演 - 坂東龍汰
東京出身でダンサー志望。
七尾次郎
演 - 鈴木福
七尾の弟。
吉牟田
演 - 篠原篤
男子ハンドボール部顧問。
コンビニ店員
演 - 植野行雄（デニス）
おたこぷー、おさむ（プー&ムー）
演 - プー&ムー
本人役。
担任ガッツ
演 - 椎木樹人
担任教師。
林田
演 - 岩本晟夢
マサオのクラスメイト。
片山
演 - 磯邊蓮登
休部中の男子ハンドボール部員。
溝口
演 - 渕上ひかる
女子ハンドボール部員
タイチ
演 - 甲斐翔真
マサオの親友。震災後は富山在住。
橋向
演 - 田中美久 (HKT48)
マネージャー。
宮﨑大輔
演 - 宮﨑大輔（友情出演）
本人役。
アニウエ
演 - 仲野太賀
マサオの兄。
テルテル
演 - 志田未来
アニウエの恋人。
市川
演 - 安達祐実
女子ハンドボール部顧問。
清田由美子
演 - ふせえり
マサオの母。
清田正志
演 - 田口トモロヲ
マサオの父。

## スタッフ
- 監督：松居大悟
- 脚本：松居大悟、佐藤大
- 主題歌：小山田壮平『OH MY GOD』 (Sparkling Records)[10]
- 挿入歌：タカハシマイ『虹』
- エグゼクティブプロデューサー：倉田泰輔
- 企画プロデュース：吉澤貴洋、古賀俊輔、滝田和人
- プロデューサー：長坂淳子、城内政芳
- 撮影：谷口和寛 (J.S.C.)
- 照明：根本伸一
- 録音：西條博介
- 音楽：森優太
- 美術：遠藤善人
- 編集：瀧田隆一
- 衣装：立花文乃
- ヘアメイク：金沙知
- スチール：蒔苗仁
- 助監督：松尾崇
- 特別協賛：渡作（インパル）
- 協賛：モルテン、東洋ライス
- 特別協力：公益財団法人日本ハンドボール協会
- 協力：熊本県ハンドボール協会、山鹿市ハンドボール協会、熊本国際スポーツ大会推進事務局
- 配給：イオンエンターテイメント、ラビットハウス、エレファントハウス
- 制作プロダクション：ザフール
- 制作協力：セカンドサイト、グラスホッパー
- 製作：『#ハンド全力』製作委員会